# Proendliche Starrheit
In der Mathematik heißt eine endlich erzeugte Gruppe {\displaystyle \Gamma } proendlich starr, wenn sie durch ihre proendliche Vervollständigung {\displaystyle {\widehat {\Gamma }}} bereits eindeutig festgelegt ist, also wenn aus {\displaystyle {\widehat {\Delta }}\simeq {\widehat {\Gamma }}} bereits {\displaystyle \Delta \simeq \Gamma } folgt. Zum Beispiel sind endlich erzeugte abelsche Gruppen proendlich starr.
Ein eingeschränkterer Begriff von proendlicher Starrheit wird in der Topologie von 3-Mannigfaltigkeiten verwendet. Hier heißt eine kompakte orientierte 3-Mannigfaltigkeit {\displaystyle M} proendlich starr wenn aus {\displaystyle {\widehat {\pi _{1}M}}\simeq {\widehat {\pi _{1}N}}} für eine kompakte, orientierbare 3-Mannigfaltigkeit {\displaystyle N} stets {\displaystyle \pi _{1}M\simeq \pi _{1}N} folgt. Dies ist beispielsweise der Fall für das Komplement des Achterknotens.